# Mère juive
Le stéréotype de la mère juive peut désigner la mère-courage d’une famille nombreuse, ainsi qu’illustré dans la chanson A Yiddishe Mame (qui a connu de nombreux interprètes, dont Charles Aznavour), mais actuellement, il est plus habituellement un stéréotype classique de l’humour juif, utilisé par les comédiens ayant des origines culturelles juives lorsqu’ils évoquent leurs relations (fictives ou vécues) avec leur mère. 
D'autre part, selon la tradition du judaïsme avoir une « mère juive » est ce qui détermine la judéité.

## La relation mère-enfants
Bien que le type de relation évoqué soit classiquement de type mère-fils, certaines comédiennes, comme Fran Drescher décrivent aussi les non moins remarquables relations mère-fille. On peut néanmoins relever une nette préférence, à l'instar des cercles patriarcaux méditerranéens et beaucoup de sociétés, pour les fils. Gisèle Halimi, femme illustre, avocate et féministe, raconta comment son traitement, au sein d'une famille juive tunisienne, fut moteur dans son émancipation (en pré-puberté, elle a fait une grève de la faim pour ne plus servir ses frères). 

## Variantes
Si le stéréotype de la Yiddishe Mame trouve son origine dans le folklore des ghettos et des shtetls d'Europe centrale, l'État d'Israël représente un cas particulier. Les « mères juives » israéliennes, nées sur place ou issues de la Diaspora, offrent une trop grande diversité pour correspondre à l'archétype traditionnel. Celui-ci a donc évolué vers un équivalent plus mythique, celui de la « mère polonaise » (en hébreu : ima polania, אמא פולנייה), qui évoque l'univers du Yiddishland.

## Caractéristiques
Les traits typiques du stéréotype de la mère juive incluent (sans prétendre à l’exhaustivité) :
- une fierté excessive des réussites, même mineures voire imaginaires, de leurs enfants. Elles parleront toujours de « Mon fils, le docteur », ou « Mon fils, l’avocat ». Allan Sherman a parodié cette habitude en intitulant son album My son the folk-singer, et d’autres albums avec le même préfixe. Dans La Vérité si je mens !, on entend la blague suivante : une mère juive court sur la plage, criant : « Au secours ! Mon fils avocat se noie ! »
- À l’inverse, une mère juive ne cessera de se plaindre si elle estime qu’ils n’ont pas (assez bien) réussi (à leur goût) dans le domaine académique, financier, voire et surtout amoureux ! Il n’y a rien de pire qu’une mère juive, sinon une belle-mère juive.
- Elle materne son enfant jusqu’à l’âge adulte, voire au-delà. Si Albert Cohen rend hommage à sa mère dans Le livre de ma mère, Philip Roth estime, dans Portnoy’s Complaint, que cela a pour effet qu’« un Juif dont les parents vivent est un enfant de quinze ans, et reste un enfant de quinze ans jusqu’à sa mort ».
- Ses certitudes sont érigées en principe d’éducation. À cet égard, la seule différence entre une mère ashkénaze et une mère sépharade, c’est « Mange, mon fils, mange » versus « Monge, mon fils, monge ! »
- Elle ne cesse de s’inquiéter pour ses enfants, exagérant, mais rien qu’un peu, les « dangers ».
- Elle valorise l’obéissance, voire la soumission de ses enfants, d’où la révocation classion de la théorie freudienne : « Œdipe shmoedipe ! Tant qu’il aime sa mère ! »
- Elle use et abuse de la culpabilisation afin de manipuler ses enfants. Ainsi :
Question : Combien de mères juives faut-il pour changer une ampoule ? 
Réponse : (D’un ton plaintif et, si possible, avec l’accent yiddish) « Ne t’en fais pas, je m’assiérai dans le noir. » 
Ou encore : « Faites cadeau à votre fils Marvin de deux chemises sport. La première fois qu’il en met une, regardez-le avec tristesse, et dites-lui d’un ton pénétré : « Alors, et l’autre, elle ne te plaît pas ? » » (Dan Greenburg, How to Be a Jewish Mother, Los Angeles, 1964, cité dans Paul Watzlawick et alii, Une logique de la communication, traduit par Janine Morche, Paris, Seuil, 1972, points essais p. 211.)

Ce « syndrome » d’une forte figure maternelle résulte probablement de la place traditionnellement attribuée aux personnes dans la cellule familiale, l’homme s’occupant des affaires du monde « extérieur » (les affaires et la politique), tandis que la femme a la charge du monde « interne » de la famille et du foyer.
L’adulation de la mère par son fils, bien que sans description ironique, est une constante frappante de l’œuvre de Marcel Proust.

## Rôles
- La présence, le surgissement inopiné ou simplement l’évocation de sa mère juive est un élément des comédies de Woody Allen réalisées pendant la longue période de sa carrière où il apparaissait en tant que trentenaire ou quadragénaire dans ses films. Ainsi, dans New York Stories, elle apparaît même en majesté dans les nuages surplombant les immeubles vicinaux du loft du personnage, apparition persistante pour surveiller en permanence depuis le ciel ses faits et gestes…

- Le personnage de la mère juive a été incarné au cinéma par Marthe Villalonga, qui depuis Un éléphant ça trompe énormément a souvent été employée pour ce personnage. Le stéréotype de la mère juive se fond en l'occurrence avec celui de la mère pied-noir, utilisé par Guy Bedos - le fils étouffé de Marthe Villalonga dans Un éléphant ça trompe énormément - dans certains sketches. (Le fait le plus cocasse étant que Marthe Villalonga n'est ni mère, ni juive et qu'elle même rit de cette confusion...)

- Le personnage de mère juive de Madame Sarfati a fait la célébrité de l'humoriste Elie Kakou.

- La pièce de théâtre Comment devenir une mère juive en 10 leçons de Paul Fuks, d’après Dan Greenburg, a été créée en 1983 avec Marthe Villalonga dans le rôle de la mère et André Valardy dans celui du fils. En 1990, c’est Ludivine de Chastenet qui a repris le rôle.  Cette pièce a dépassé les 4 000 représentations, en France et à l’étranger (en Israël - en hébreu, puis en yiddish -, au Brésil, et depuis 2008 à Varsovie au Théâtre Rampa). Elle a été montée dans onze théâtres parisiens. En 2008, un DVD a été tiré de cette pièce (diffusion LMLR).

Extrait 
Le fils : Bonjour M’man !
La mère : Oï, tu es si beau que je ne t’ai pas reconnu !
- Le personnage de Sheila Broflovski, la mère de Kyle dans South Park, est une variante connue du stéréotype.

### Divers
- La Maman juive (Di Yiddishe Mame, די ייִדישע מאַמע) est le titre d’un film en yiddish de 1930 de Sidney M. Goldin (en).
- A Yiddishe Mame, chanson interprétée par Sophie Tucker
- Georges Moustaki, Les Mères juives, chanson (album Vagabond, 2005) Paroles[2] et vidéo clip[3]